# Rio Goiana
Rio Goiana är ett vattendrag i Brasilien. Det ligger i den östra delen av landet, 1 700 km nordost om huvudstaden Brasília.
Omgivningarna runt Rio Goiana är en mosaik av jordbruksmark och naturlig växtlighet. Runt Rio Goiana är det ganska tätbefolkat, med 108 invånare per kvadratkilometer.